# 微孢子蟲綱
微孢子蟲（學名：Microsporidia）是一類可形成孢子的單細胞微生物，其孢子大小為1至10微米，粒線體已退化成不含DNA的紡錘剩體，此類生物過去曾被認為是原生生物，後來分子研究顯示其屬於真菌，現被歸為羅茲菌門下的一個綱，屬真菌界的基群。目前有超過200個屬、約1500種微孢子蟲被描述發表，絕大部分為感染動物的寄生物，但也有感染纖毛蟲、簇蟲與馬爾太蟲等其他真核生物的案例被發現，其中有些物種為重寄生物，其宿主本身也寄生於其他動物中。微孢子蟲皆在宿主細胞內複製生長，在宿主體外僅能以孢子的形式存在，大多專一地感染特定種類或類群的動物，其中許多為感染昆蟲、甲殼類、魚類與鳥類，也有物種可感染哺乳類，有約15種微孢子蟲可在人類引起機會性感染，造成微孢子蟲病。
微孢子蟲感染造成的症狀則因物種而異，感染昆蟲可能造成寄生去勢、體型巨化、性別改變等多種症狀，少數物種可幾乎完全控制宿主細胞的生理代謝，形成異種共生的現象，部分物種因感染可致死而被用於生物防治。此類生物的基因組大小介於230萬至5130萬鹼基對之間，其中内头菌科的物種（多感染人類）基因組多小於300萬鹼基對，為真核生物中基因組最小者。

## 基因組
微孢子蟲的基因組是真核生物中最小的，其中最小者腸腦炎微孢子蟲的基因組僅長約230萬bp，已於2010年被完整定序，僅為大腸桿菌基因組的一半。微孢子蟲失去了編碼許多蛋白質的能力，部分物種僅有約1800種蛋白質，大部分物種已不能合成ATP，缺少兩種核糖體蛋白與大量核糖體RNA的延伸片段（expansion segment），剪接體也縮小許多（部分物種完全失去剪切體，基因中也不含有內含子）。

## 感染
微孢子蟲以極管（polar tube）感染動物細胞，極管纏繞於微孢子蟲的孢子中，受環境因子（酸鹼值、溫度、鹽分等）刺激後會快速充水，在數毫秒內由孢子中射出，將孢子的細胞質注入宿主細胞中以造成感染。

## 分類
微孢子蟲因結構簡單、缺乏粒線體，且基因序列演化較快造成長枝吸引，過去一度被認為是真核生物演化樹的基群，後來基於數個不同基因繪製的演化樹則清楚顯示此類生物屬於真菌。微孢子蟲中較早分支的類群（噬核菌属、Mitosporidium與Paramicrosporidium等）留有較多其他真核生物的特徵，如部分物種保有了粒線體DNA。

## 物種
首個被發表描述的微孢子蟲為家蚕微孢子虫（Nosema bombycis），可感染家蠶，在19世紀末的法國養蠶業造成重大損失。目前已有約2000種微孢子蟲被發表，感染至少16個門的動物與4個門的其他真核生物。其中感染蜜蜂、蝦與鮭魚的物種造成相當經濟損失。有些微孢子蟲也會對免疫缺乏的人造成機會性感染，導致微孢子蟲病。